# Castello di Ebergassing
Il castello di Ebergassing (Schloss Ebergassing in tedesco) si trova nell'omonimo comune austriaco nel distretto di Bruck an der Leitha, in Bassa Austria e risale probabilmente al XII secolo.

## Storia

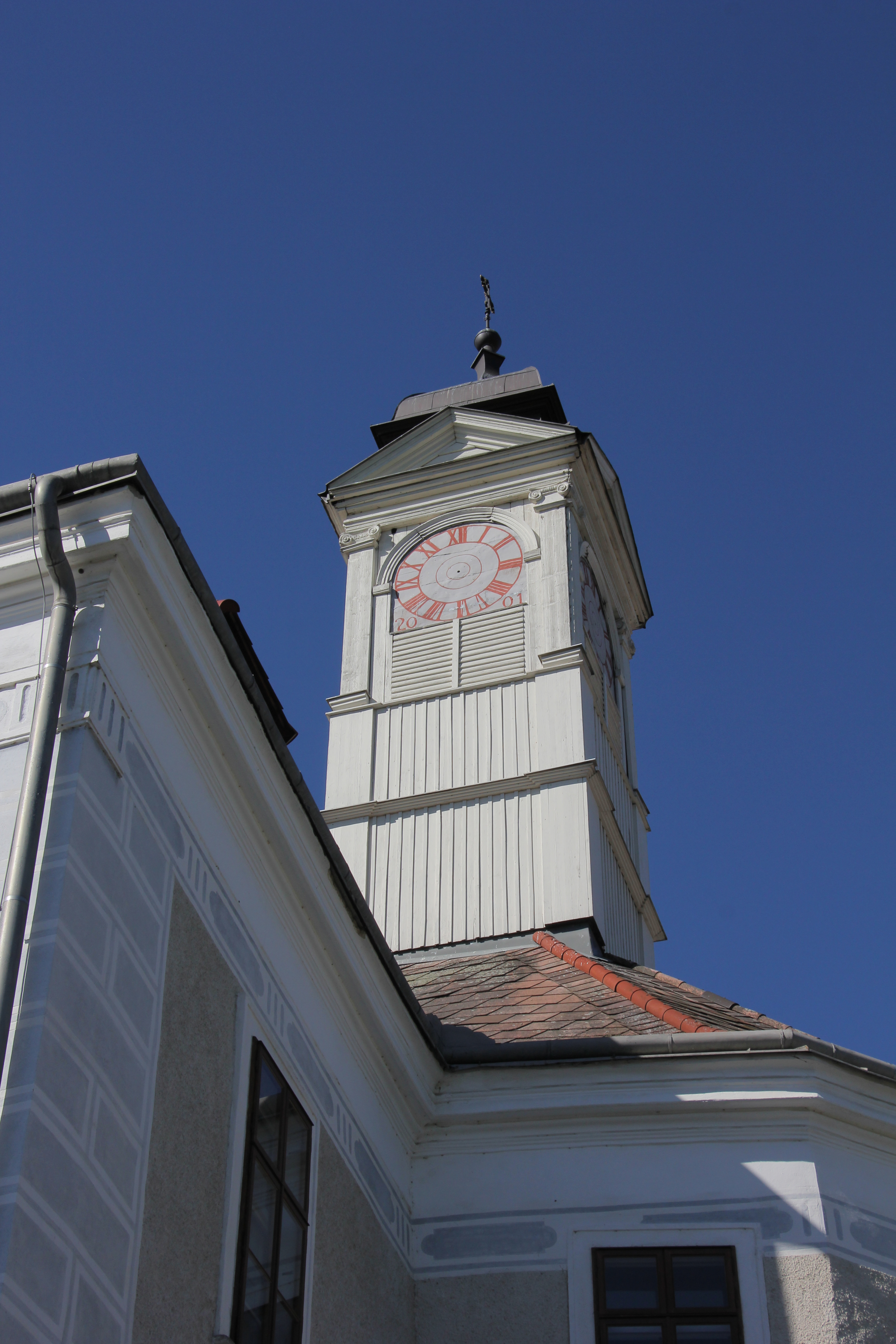
Torre con orologio

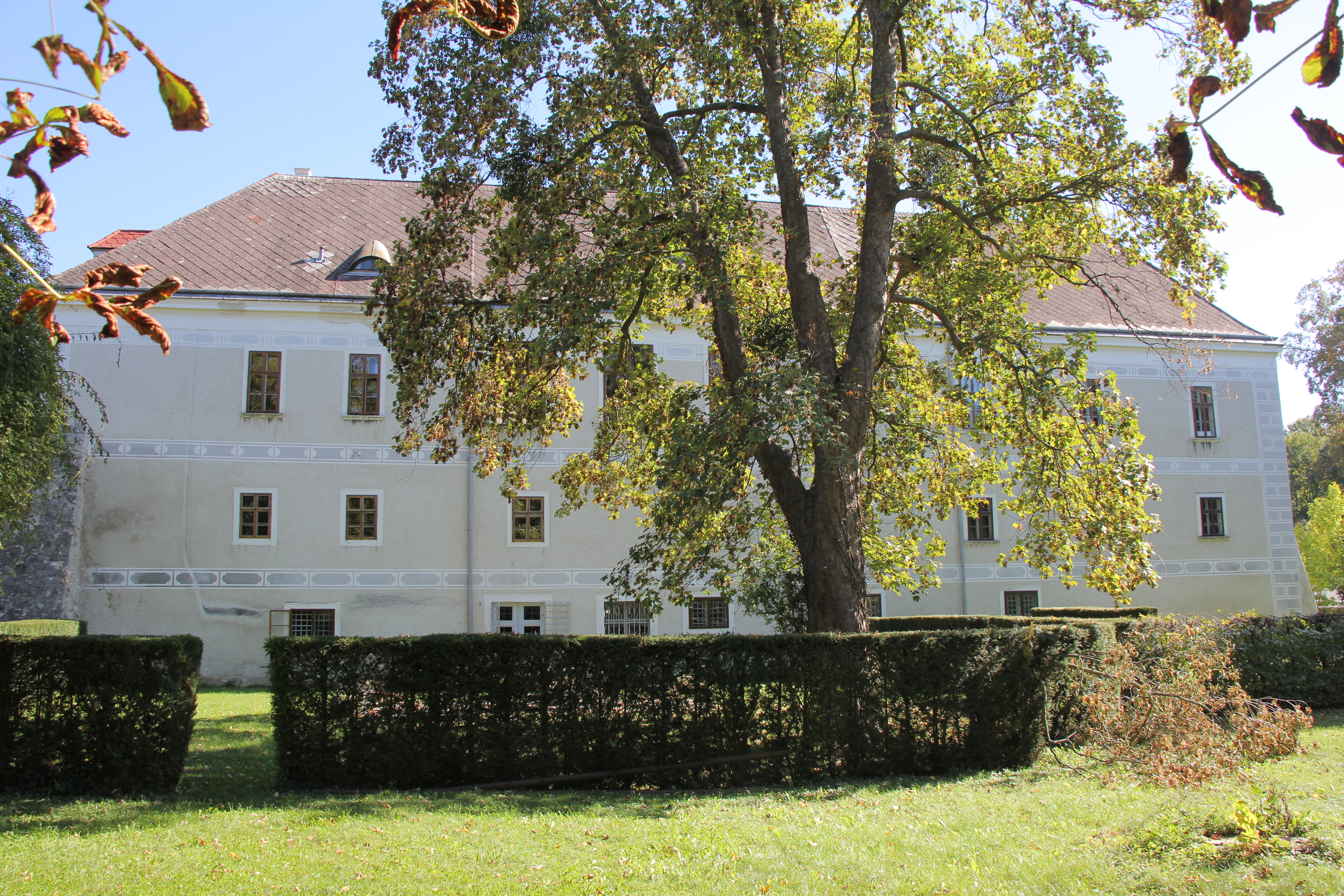
Castello di Ebergassing, esterno

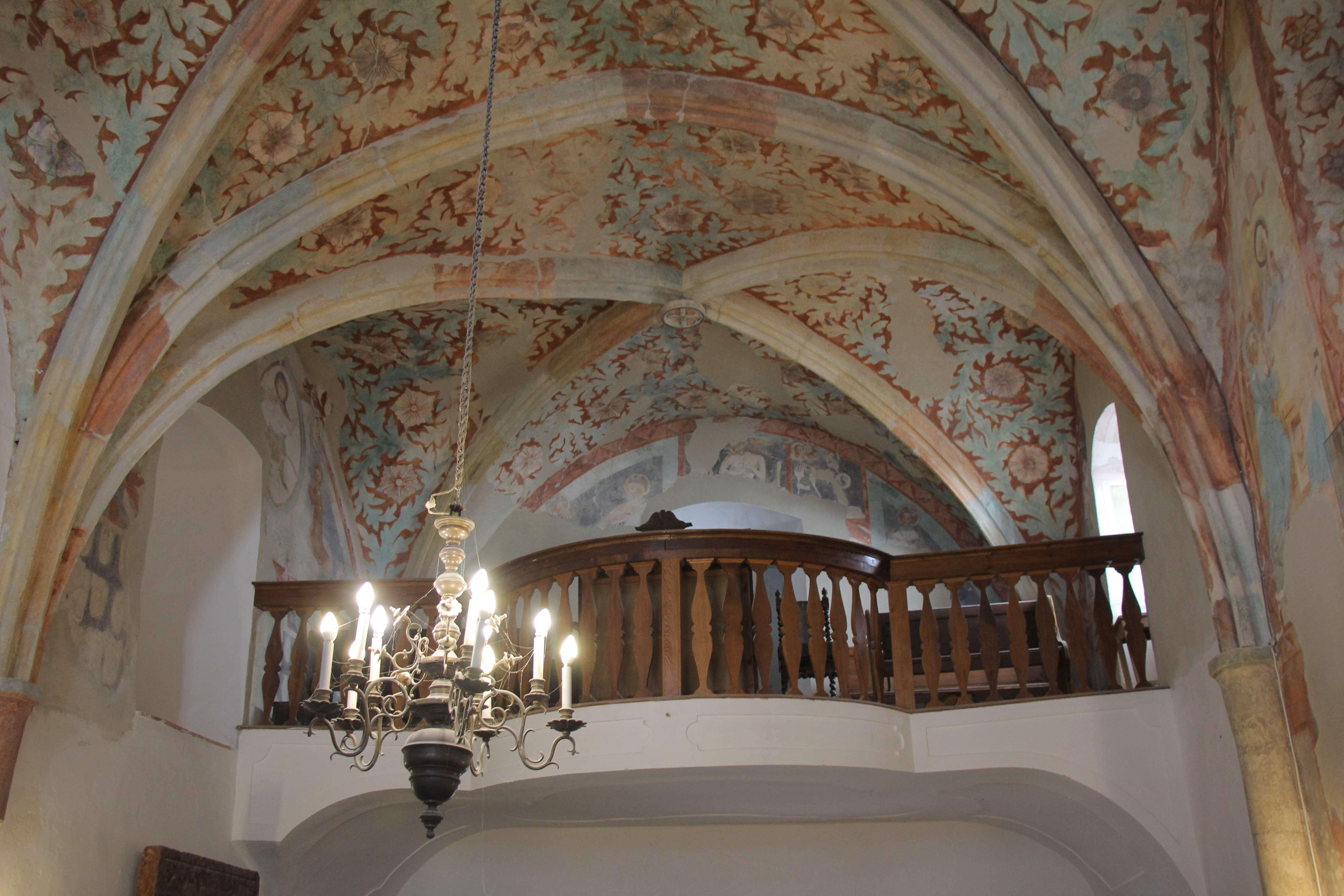
Particolare della volta della cappella interna

Il castello fu menzionato per la prima volta su documenti scritti nel 1120. Attorno alla metà del XV secolo risultò di proprietà dei signori di Wald che in quel periodo ricostruirono la cappella interna. Nel 1486 gli ungheresi, con l'aiuto di mercenari viennesi, riuscirono a prendere Ebergassing dopo un lungo assedio. Tra il 1540 e il 1620 appartenne alla famiglia nobile di origini salisburghesi dei Thanrädl e l'antica fortificazione fu trasformata in un castello con fossato rinascimentale. In seguito il castello passò ai principi del Liechtenstein e dal 1788 al 1811 fu di proprietà della famiglia von Trattner. La seconda moglie di Johann Thomas Edler von Trattner, Therese von Trattner, fu una delle prime allieve di Wolfgang Amadeus Mozart e il maestro le dedicò la Sonata n. 14 in do minore K. 457 e la Fantasia in do minore K. 475. 
Durante la seconda guerra mondiale subì gravi danni alla struttura e anche saccheggi diventando inabitabile e rimanendo a lungo abbandonato. Dalla fine del XX secolo è di proprietà delle due famiglie Sandhofer e Aichelburg-Rumerskirch ed è stato restaurato.

## Descrizione
L'edificio è un bene sottoposto a tutela dalle autorità austriache.
Il castello si trova nella parte orientale di Ebergassing e si sviluppa su quattro ali che racchiudono il cortile rettangolare in un parco. La facciata si sviluppa su tre piani ed il portale e ad arco a tutto sesto abbassato. Spicca sul tetto la grande torre con orologio. Sulla destra ii corpo di fabbrica presenta in posizione leggermente arretrata una parte che riprende i motivi ornamentali della facciata ed è caratterizzata da un grande contrafforte angolare.